# Dilo Binda
Dilo Binda (Colatina, 6 de junho de 1937 – Colatina, 7 de setembro de 2012) foi um médico e político brasileiro. 
Foi prefeito de Colatina e deputado estadual pelo Espírito Santo. Morreu por falência de múltiplos órgãos, em consequência de um câncer que o afetava havia um ano.